# Léontine Tsiba
Léontine Tsiba (* 20. November 1973 in Tsinguidi) ist eine ehemalige Leichtathletin der Republik Kongo, die im Mittelstreckenlauf aktiv war. Sie trat bei den Olympischen Sommerspielen 1996 in Atlanta und 2000 in Sydney an.

## Karriere
Tsiba nahm beide Male am Wettbewerb 800-Meter-Lauf teil. Sie schied jeweils im Vorlauf aus. Sie diente 1996 auch als Fahnenträgerin bei der Eröffnungszeremonie.